# Малави на летних Олимпийских играх 1972
Малави принимала участие в Летних Олимпийских играх 1972 года в Мюнхене (ФРГ) в первый раз за свою историю, но не завоевала ни одной медали. Сборную страны представляли 3 женщины.

### Велоспорт

#### Шоссейный велоспорт
Мужчины
| Соревнование    | Спортсмены      | Время | Место | Отставание |
| --------------- | --------------- | ----- | ----- | ---------- |
| групповая гонка | Гримон Лэнгсон  | DNF   | DNF   | DNF        |
| групповая гонка | Рафаэль Казембе | DNF   | DNF   | DNF        |